# Гаврилов, Игорь Трифонович
Игорь Трифонович Гаврилов (3 января 1939, Москва, РСФСР, СССР — 25 июля 2011) — российский учёный и государственный деятель, заместитель Председателя Совета Министров РСФСР (1990—1991).

## Биография
В 1962 году окончил Всесоюзный заочный политехнический институт, в 1968 г. — аспирантуру ВСЕГИНГЕО Мингео СССР. Кандидат геолого-минералогических наук, доктор географических наук, академик Российской экологической академии.
- 1960—1966 гг. — младший техник, начальник геофизической партии, главный инженер предприятия п/я 800,
- 1966—1968 гг. — аспирант,
- 1968—1969 гг. — ведущий инженер Второго гидрологического управления Министерства геологии и охраны недр СССР,
- 1969—1990 гг. — научный сотрудник, старший научный сотрудник, заведующий отделом, заместитель заведующего кафедрой рационального природопользования по научной работе МГУ,
- 1990—1991 гг. — заместитель Председателя Совета Министров РСФСР — председатель Государственного комитета РСФСР по экологии и природопользованию (первое правительство Силаева),
- июль-ноябрь 1991 г. — заместитель Председателя Совета Министров РСФСР — министр экологии и природопользования РСФСР[1][2] (второе правительство Силаева), Затем до 5 декабря того же года — и. о. министра экологии и природопользования РСФСР[3].
- ноябрь-декабрь 1991 г. — заместитель Председателя Межгосударственного экономического комитета Экономического сообщества[4][5].
- 1992—1993 гг. — советник вице-президента Российской Федерации,
- 1993—1997 гг. — торговый представитель Российской Федерации в Австралии,
- 1997—1998 гг. — советник министра природных ресурсов и министра по чрезвычайным ситуациям Российской Федерации,
- С сентября 1998 г. до конца жизни — генеральный директор ФГУП «В/О „Зарубежгеология“», ОАО «Зарубежгеология»[6].

Автор свыше 250 работ, в том числе 24 монографий по вопросам природопользования, водных ресурсов, геофизики, гидрохимии, мониторинга и другим научным вопросам.